# 진위푸

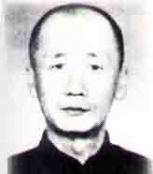

진위푸(중국어: 金毓黻, 김육불, 1887년~1962년 8월 3일)은 만주 랴오둥(遼東) 사람으로 중화인민공화국의 역사학자이다. 이름은 ‘金毓紱'이라고도 쓴다. 호는 정암(靜庵)이다. 그는 주로 만주의 역사에 대한 많은 저술을 남겼다.
그는 광서 13년(1887년)에 태어났다. 1907년, 요양(遼陽) 계화고등소학(啓化高等小學)을 졸업하고, 봉천(奉天)성립 중학당 입학에 합격하였다. 1913년, 베이징 대학 문과에 들어가, 1916년 여름에 졸업하고 펑톈 성립 제1중학의 교원으로 부임하였다. 그는 송나라, 요나라, 금나라의 역사를 전공하였고, 그의 책 『중국사학사(中國史學史)』는 량치차오로부터 영감을 받아, ‘삼가 유지기(劉知機), 장학성(章學誠)의 의례(義例)에 따르고, 량 씨(량치차오)의 조목(條目)으로써 씨줄을 삼아, 서투르게 설명을 더하여, 서술하는 바탕으로 삼는다(謹依劉、章之義例，緯以梁氏之條目，粗加詮次，以為誦說之資))'고 하였다. 일찍이 국립중앙대학(國立中央大學, 지금의 난징 대학) 사학과 교수 겸 주임을 맡았다. 그는 1962년 8월 3일 사망하였다.
그의 주요 저서로는 『발해국지장편』(1934), 『중국사학사』(1946), 『동북통사』(1946) 등이 있다. 그의 일기는 1993년에 『정오실일기(靜晤室日記)』라는 제목으로 정리, 출간되었다.
역사학자 진안핑은 그의 손녀이다.